# Westwick (Durham)
Westwick – osada i civil parish w Anglii, w hrabstwie Durham. Leży 34 km na południowy zachód od miasta Durham i 357 km na północ od Londynu. W 2001 roku civil parish liczyła 64 mieszkańców.